# کاچنوس
کاچنوس (به لهستانی:  Kaczynos) یک روستا در لهستان است که در گمینا ستاره پوله واقع شده‌است.
 کاچنوس  ۳۸۷ نفر جمعیت دارد.